# Ратови звезда: Епизода VI — Повратак џедаја
Ратови звезда — епизода VI: Повратак џедаја (енгл. Star Wars: Episode VI – Return of the Jedi), оригинално назван Повратак џедаја је научнофантастични филм из 1983. године, у режији Ричарда Маркванда. Сценарио су написали Лоренс Касдан  и Џорџ Лукас, према Лукасовој причи, који је такође био и извршни продуцент. Трећи је филм из саге Ратова звезда, али је шести по хронолошком реду. Радња је смештена једну годину након догађаја из филма Империја узвраћа ударац. У главним улогама су Марк Хамил, Харисон Форд, Кери Фишер, Били Ди Вилијамс, Ентони Данијелс, Дејвид Прауз, Кени Бејкер, Питер Мејхју и Френк Оз.
У филму, Галактичка Империја, под вођством немилосрдног императора, гради другу Звезду смрти, како би уништила побуњенике једном за свагда. Пошто император планира да лично надгледа финалну фазу конструкције, побуњеничка флота покреће напад на Звезду смрти, како би спречила њен завршетак, убила императора и прекинула његову владавину галаксијом. У међувремену, Лук Скајвокер, сада џедај витез, бори се како би вратио свог оца Дарт Вејдера на светлу страну силе.
Стивен Спилберг, Дејвид Линч и Дејвид Кроненберг су разматрани за режију, пре него што је Маркванд потписао као режисер. 
Продукцијски тим се ослањао на Лукасове нацрте филма током пред-продукције. Током писања сценарија за снимање, Лукас, Касдан, Маркванд и продуцент Хауард Казањиан провели су две недеље на конференцији разговарајући о идејама за његову конструкцију. Казањианов распоред подстакао је снимање да започне неколико недеља раније како би Industrial Light & Magic имао више времена да ради на ефектима филма у постпродукцији. Филм је сниман у Енглеској, Калифорнији и Аризони од јануара до маја 1982. године. Продукцију је обележила строга тајност, спроведена како не би дошло до цурења информација о филму.
Филм је пуштен у биоскопе 25. маја 1983. године, шест година након изласка првог филма и добио је углавном позитивне критике. Зарадио је 374 милиона долара широм света током првобитног изласка, тако поставши најуспешнији филм из 1983. године. Неколико поновних излазака и ревизије филма је урађено у наредне три деценије. Шеснаест година након премијере снимљена је трилогија преднаставака, а 32 године касније и трилогија наставака. Године 2019. серија названа Мандалоријанац премијерно је приказана, која је смештена 5 година након овог филма.

## Радња
Лук Скајвокер смишља план како да спаси Хан Сола из руку криминалца Џабе Хата уз помоћ принцезе Леје, Ленда Калризијана, Чубаке, Ц-3ПО-а и Р2-Д2-а. Леја се инфилтрира у Џабину палату на планети Татуин прерушена у ловца на главе која представља Чубаку као свог затвореника, док се Лендо већ од раније налази у палати прерушен у чувара. Леја успева да дође до Хана и да га одмрзне, али ускоро обоје бивају ухваћени. Потом долази Лук који након кратке борбе такође бива ухваћен. Џаба осуђује Лука и Хана на смрт, али пре него што их баце чудовишту, Лук се ослобађа и настаје битка у којој гину Боба Фет и Џаба - којег угуши Леја. Група преживелих након тога успева да побегне након што Лук уништи Џабин брод. И док Хан и Леја одлазе до побуњеничког савеза, Лук се враћа на планету Дагоба где проналази Јоду на самрти. Са својим последњим уздасима, Јода признаје Луку да је Дарт Вејдер, некад познат под именом Анакин Скајвокер, његов прави отац; такође успева да каже да постоји још један Скајвокер. Ускоро, дух Обија Ван Кенобија који се појављује Луку потврђује да је тај други Скајвокер о којем је Јода причао заправо Лукова сестра близнакиња Леја. Оби Ван говори Луку да се поновно мора суочити са Вејдером ако жели да порази Империју.
Побуњенички савез сазнаје да Империја гради нову Звезду Смрти под надзором Вејдера и његовог господара, императора Палпатина. Савез смишља нови план због којег ће Хан повести свој тим на шумску планету Ендор како би на њој уништио базу која управља генератором штита Звезде Смрти и на тај начин осигурати ескадрили борбених летелица савеза да уђу и униште је изнутра. Како се брод у којем се налази Лук приближава империјалним бродовима, он осети Вејдерово присуство, па се боји да због тога угрожава мисију. На планети Ендор Лук и његови пријатељи сусрећу племе Евока и након почетног неслагања и неразумевања они ускоро формирају савез. Касније Лук признаје Леји да му је она сестра, односно да им је Вејдер отац и да их напушта како би отишао да се суочи са њим. Предавши се империјалним трупама, Лук је доведен до Вејдера који неуспешно покушава да га преокрене на тамну страну Силе.
Вејдер га након тога одводи на Звезду Смрти где Лук коначно упознаје Палпатина. Он му открива да је Звезда Смрти, иако наизглед недовршена, већ сада потпуно спремна за операцију и уништавање савезничке побуне. У међувремену на планети Ендор, Ханов тим заробљен је од стране империјалних снага, али изненадан напад Евока омогући побуњеницима уништавање штита. За то време Лендо, који пилотира бродом Миленијумски Соко предводи побуњеничку ескадрилу до Звезде Смрти, али њен штит је још увек активан. Палпатин у Луку покушава да пробуди бес како би се он приклонио тамној страни Силе, па се Лук нађе у борби светлосним сабљама са Вејдером. Вејдер сазнаје да Лук има сестру и прети да ће њу преокренути на тамну страну. Бесни Лук у том тренутку напада Вејдера и одсеца му десну руку након чега га Палпатин наговара да убије Вејдера и заузме његово место. Међутим, Лук то одбија, проглашавајући себе Џедај витезом. Бесан, Палпатин искоришћава своје моћи како би мучио Лука. Одлучан у томе да не допусти да му убије сина, Вејдер прихвата Лукову судбину, и баца Палпатина у окно, па на тај начин испуњава пророчанство да ће он бити тај који ће уништити Ситове и довести равнотежу у Сили, иако је тада смртно рањен. На захтев свог оца, Лук скида Вејдерову маску допуштајући оцу да свог сина први пут погледа властитим очима пре него му умре на рукама.
У међувремену на планети Ендор, Хан и остатак екипе успевају да победе империјалне снаге и уништавају генератор штита, на тај начин омогућавајући побуњеничкој ескадрили напад на Звезду Смрти. Лендо предводи остатак бродова у језгро, где уништавају главни реактор. Лук бежи у једном од бродова заједно са очевим телом, док Лендо бежи са Соколом, пар секунди пре него што Звезда Смрти нестане у великој експлозији. На планети Ендор, Леја признаје Хану да јој је Лук брат, па се њих двоје пољубе. Лук се враћа на Ендор и спаљује очево одело. Док побуњеници славе победу над Империјом, Лук угледа духове Оби Вана, Јоде и Анакина који га задовољно гледају.

## Улоге
| Глумац                              | Улога              |
| ----------------------------------- | ------------------ |
| Марк Хамил                          | Лук Скајвокер      |
| Кери Фишер                          | Леја Органа        |
| Харисон Форд                        | Хан Соло           |
| Били Ди Вилијамс                    | Лендо Калризијан   |
| Ијан Макдермид                      | Император Палпатин |
| Ентони Данијелс                     | Ц-3ПО              |
| Кени Бејкер                         | Р2-Д2              |
| Питер Мејхју                        | Чубака             |
| Френк Оз                            | Јода               |
| Дејвид Прауз Џејмс Ерл Џоунс (глас) | Дарт Вејдер        |